# 1343
| [ Edytuj tabelę ]                          |                                                                          |
| Król Polski                                | - 1333 Kazimierz III Wielki 1370                                         |
| Król Albanii                               | - 1332 Robert 1364                                                       |
| Współksiążęta Andory                       | - 1341 Pere de Narbona 1348 - 1315 Gaston II 1343 - 1343 Gaston III 1391 |
| Król Anglii                                | - 1327 Edward III 1377                                                   |
| Król Aragonii i Walencji, hrabia Barcelony | - 1336 Piotr IV Aragoński 1387                                           |
| Władca Azteków                             | - 1325 Tenoch 1376                                                       |
| Książę Bawarii                             | - 1340 Ludwik IV 1347                                                    |
| Margrabia Brandenburgii                    | - 1320 Ludwik 1351                                                       |
| Książę Burgundii                           | - 1315 Eudes IV 1349                                                     |
| Cesarz Bizancjum                           | - 1341 Jan V Paleolog 1347                                               |
| Car Bułgarii                               | - 1331 Iwan Aleksander 1371                                              |
| Cesarz Chin                                | - 1333 Huizong 1368                                                      |
| Król Cypru                                 | - 1324 Hugo IV 1359                                                      |
| Król Czech                                 | - 1310 Jan Luksemburski 1346                                             |
| Król Danii                                 | - 1340 Waldemar Atterdag 1376                                            |
| Władca Egiptu                              | - 1342 As-Salih Isma’il 1345                                             |
| Cesarz Etiopii                             | - 1314 Amde Tsyjon I 1344                                                |
| Król Francji                               | - 1328 Filip VI 1350                                                     |
| Król Gruzji                                | - 1314 Jerzy V Wspaniały 1346                                            |
| Hrabia Holandii                            | - 1337 Wilhelm IV 1345                                                   |
| Cesarz Japonii                             | - 1339 Go-Murakami 1368                                                  |
| Kalif                                      | - 1341 Al-Hakim II 1352                                                  |
| Król Kastylii i Leónu                      | - 1312 Alfons XI 1350                                                    |
| Patriarcha Konstantynopola                 | - 1334 Jan XIV Kalekas 1347                                              |
| Władca Korei                               | - 1339 Ch’unghye 1344                                                    |
| Wielki książę litewski                     | - 1341 Jawnuta 1344                                                      |
| Cesarz Majapahitu                          | - 1328 Tribhuwana Widżajatunggadewi 1350                                 |
| Sułtan Maroka                              | - 1331 Abu al-Hassan Ali I 1350                                          |
| Książę Mediolanu                           | - 1339 Giovanni 1354                                                     |
| Senior Monako                              | - 1338 Karol I 1357                                                      |
| Wielki książę moskiewski                   | - 1340 Siemion Dumny 1353                                                |
| Król Nawarry                               | - 1342 Joanna II z Nawarry 1349                                          |
| Król Norwegii                              | - 1319 Magnus Eriksson 1355 - 1343 Haakon VI Magnusson 1380              |
| Hrabia Palatynatu                          | - 1327 Rudolf II Wittelsbach 1353                                        |
| Papież                                     | - 1342 Klemens VI 1352                                                   |
| Król Portugalii                            | - 1325 Alfons IV 1357                                                    |
| Cesarz Rzymski (niemiecki)                 | - 1314 Ludwik IV Bawarski 1347                                           |
| Książę Saksonii                            | - 1298 Rudolf I 1356                                                     |
| Kapitanowie Regenci San Marino             | - 1343 Franzolino di Chillo Cecco di Chillo 1343                         |
| Car Serbii                                 | - 1331 Stefan Urosz IV Duszan 1355                                       |
| Król Szkocji                               | - 1329 Dawid II Bruce 1371                                               |
| Król Szwecji                               | - 1319 Magnus Eriksson 1363                                              |
| Sułtan Turków                              | - 1324 Orchan 1360                                                       |
| Doża Wenecji                               | - 1342 Andrea Dandolo 1354                                               |
| Król Węgier                                | - 1342 Ludwik Andegaweński 1382                                          |
| Wielki mistrz zakonu krzyżackiego          | - 1342 Ludolf König von Wattzau 1345                                     |

Rok 1343 / MCCCXLIII
stulecia: XIII wiek ~
XIV wiek ~
XV wiek

lata: 1333 «
1338 «
1339 «
1340 «
1341 «
1342 «
1343
» 1344
» 1345
» 1346
» 1347
» 1348
» 1353

## Wydarzenia w Polsce
- 24 lutego – Kazimierz III Wielki zawarł sojusz z książętami zachodniopomorskimi z linii wołogoskiej Bogusławem V, Barnimem IV i Warcisławem V.
- 23 marca – położony został kamień węgielny pod budowę murów obronnych gdańskiego Głównego Miasta.
- 8 lipca – Kazimierz III Wielki zawarł z zakonem krzyżackim pokój kaliski.

- Zajęcie przez Kazimierza Wielkiego ziemi wschowskiej i przyłączenie jej do Polski, w wyniku wojny z księciem żagańskim Henrykiem Żelaznym i jego stryjami Konradem oleśnickim i Janem ścinawskim.
- Kazimierz III Wielki zrzekł się Pomorza Gdańskiego na rzecz Krzyżaków.
- Gdańsk – prawa miejskie otrzymało Główne Miasto.
- Gdańsk (do 1502) – budowa kościoła Mariackiego (Najświętszej Marii Panny).

## Wydarzenia na świecie
- 19 stycznia – wojna o sukcesję w Bretanii: królowie Anglii i Francji, Edward III i Filip VI, podpisali w Vannes zawieszenie broni.
- 23 kwietnia – w Estonii wybuchło pierwsze powstanie ludowe, skierowane przeciwko niemieckojęzycznym panom ziemskim.
- 3 września – założono uniwersytet w Pizie.

## Urodzili się
- Chōkei – 98. cesarz Japonii (zm. 1394)
- Jan z Kwidzyna – teolog katolicki, zakonnik krzyżacki (zm. 1417)
- Wilhelm I Jednooki – magrabia Marchii Miśni (zm. 1407)
- Tommaso Mocenigo – doża Wenecji od 7 stycznia 1414 do 4 kwietnia 1423 (zm. 1423)
- Thomas Percy, 1. hrabia Worcester – angielski arystokrata, znany z udziału w rebelii zorganizowanej przez członka jego rodziny, Henry’ego Percy (zm. 1403)

## Zmarli
- 5 stycznia – Jan IV z Dražic, biskup Pragi od 1301 (ur. ok. 1250)[1]
- 16/19/20 stycznia – Robert I Mądry, król Neapolu (ur. 1277)[2]
- 12 października – Renald II, książę Geldrii (ur. ok. 1295)[3]
- 14/15 grudnia – Anna Habsburżanka, księżniczka z dynastii Habsburgów (ur. 1318)